# Pantilius
Pantilius är ett släkte av insekter. Pantilius ingår i familjen ängsskinnbaggar.
Släktet innehåller bara arten Pantilius tunicatus.

## Bildgalleri

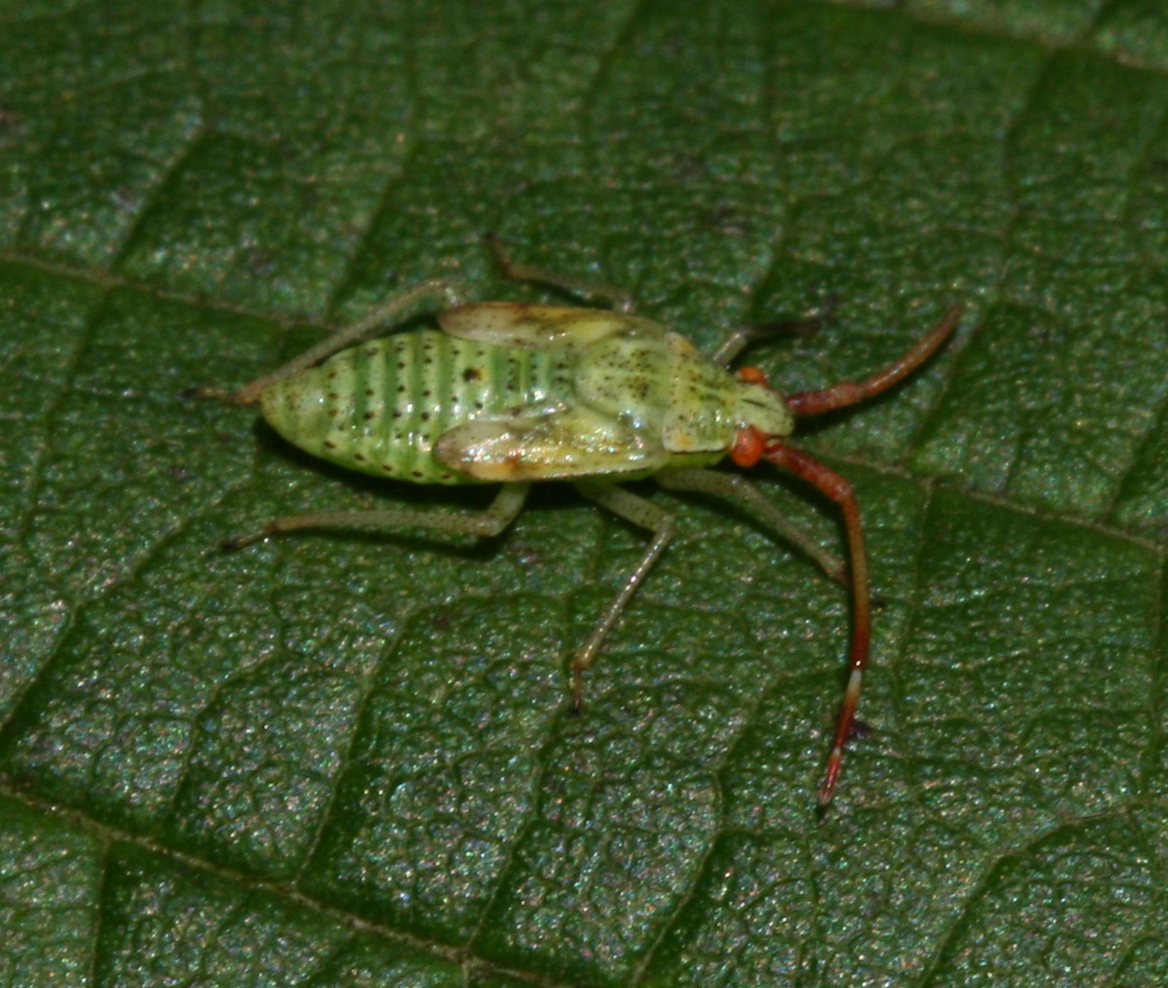
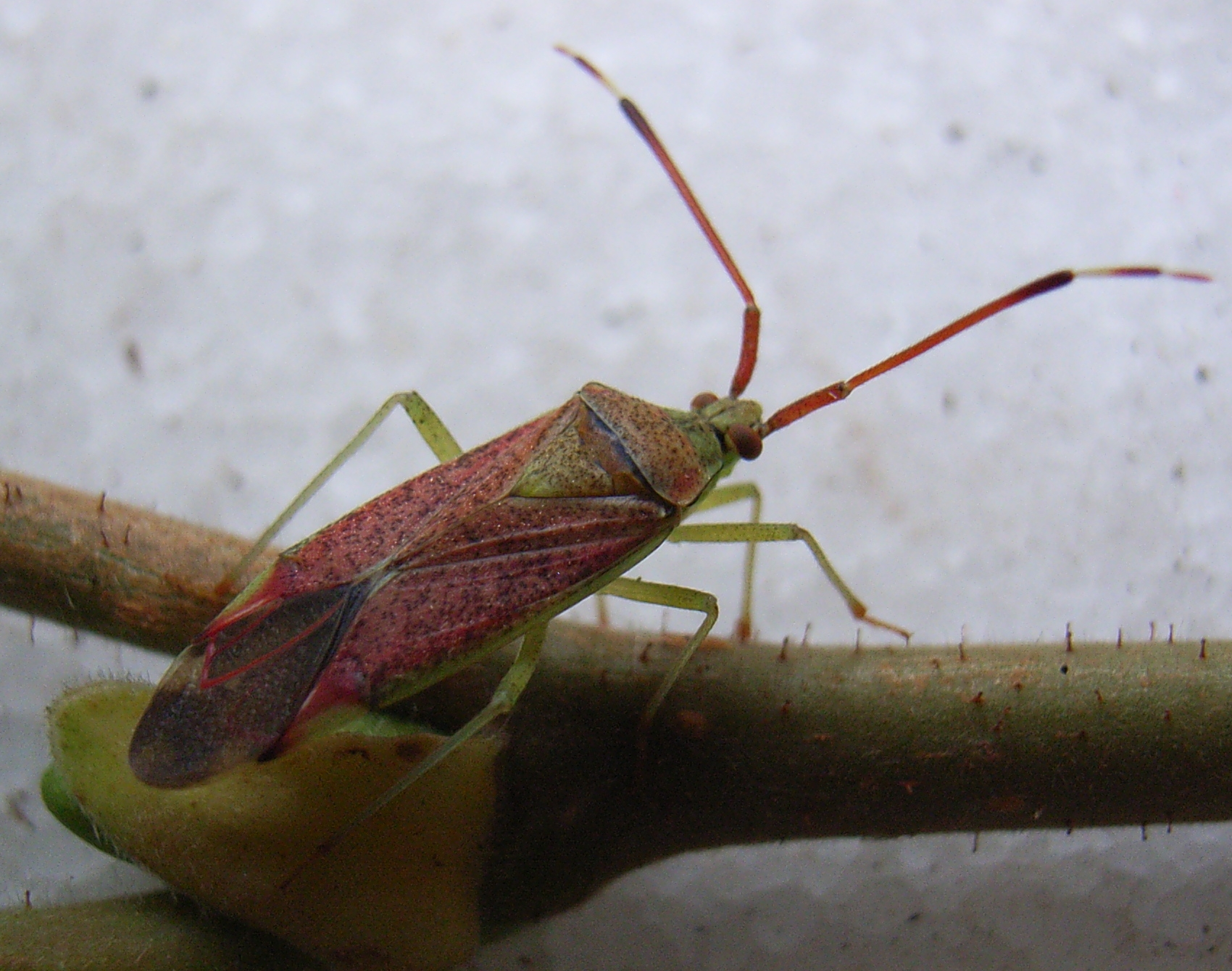